# Campionato italiano di calcio per amputati 2021
Il Campionato italiano di calcio per amputati 2021 è stata la 3ª edizione del campionato italiano di calcio per amputati, disputato tra il 24 aprile 2021 e il 10 luglio 2021, e conclusasi con la vittoria del Vicenza Calcio Amputati al suo secondo titolo.

## Squadre partecipanti
| Club                    | Città        | Allenatore | Stagione precedente |
| ----------------------- | ------------ | ---------- | ------------------- |
| Fabrizio Miccoli        | Lecce        |            | 4º posto            |
| Levante C. Pegliese     | Genova       |            | 3º posto            |
| Nuova Montelabbate      | Montelabbate |            | 2º posto            |
| Vicenza Calcio Amputati | Vicenza      |            | 1º posto            |

## Classifica finale
|  | Pos. | Squadra                 | Pt | G | V | N | P | GF | GS | DR  |
|  | ---- | ----------------------- | -- | - | - | - | - | -- | -- | --- |
|  | 1    | Vicenza Calcio Amputati | 18 | 6 | 6 | 0 | 0 | 32 | 1  | +31 |
|  | 2    | Nuova Montelabbate      | 12 | 6 | 4 | 0 | 2 | 30 | 3  | +27 |
|  | 3    | Levante C. Pegliese     | 6  | 6 | 2 | 0 | 4 | 16 | 17 | -1  |
|  | 4    | Fabrizio Miccoli        | 0  | 6 | 0 | 0 | 6 | 1  | 58 | -57 |

Legenda:
      Campione d'Italia 2021.

## Risultati

### Tabellone
Aggiornato al 28 marzo 2022.
Ogni riga indica i risultati casalinghi della squadra segnata a inizio della riga, contro le squadre segnate colonna per colonna (che invece avranno giocato l'incontro in trasferta). Al contrario, leggendo la colonna di una squadra si avranno i risultati ottenuti dalla stessa in trasferta, contro le squadre segnate in ogni riga, che invece avranno giocato l'incontro in casa.
|              | MIC  | LEV  | MON  | VIC  |
| ------------ | ---- | ---- | ---- | ---- |
| F.Miccoli    | ---- | 0-6  | 0-8  | 0-12 |
| Levante      | 10-1 | –––– | 0-1  | 0-4  |
| Montelabbate | 14-0 | 6-0  | –––– | 0-1  |
| Vicenza      | 8-0  | 5-0  | 2-1  | –––– |

### Calendario
|         | 1ª giornata                                   |     |
|         |                                               |     |
| 24 apr. | Fabrizio Miccoli - Nuova Montelabbate         | 0-8 |
| 24 apr. | Levante C. Pegliese - Vicenza Calcio Amputati | 0-4 |
| 25 apr. | Vicenza Calcio Amputati - Fabrizio Miccoli    | 8-0 |
| 25 apr. | Nuova Montelabbate - Levante C. Pegliese      | 6-0 |

|         | 2ª giornata                                   |      |
|         |                                               |      |
| 26 giu. | Fabrizio Miccoli - Levante C. Pegliese        | 0-6  |
| 26 giu. | Vicenza Calcio Amputati - Nuova Montelabbate  | 2-1  |
| 27 giu. | Vicenza Calcio Amputati - Levante C. Pegliese | 5-0  |
| 27 giu. | Nuova Montelabbate - Fabrizio Miccoli         | 14-0 |

|         | 3ª giornata                                   |      |
|         |                                               |      |
| 9 lug.  | Levante C. Pegliese - Nuova Montelabbate      | 0-1  |
| 9 lug.  | Fabrizio Miccoli - Vicenza Calcio Amputati    | 0-12 |
| 10 lug. | Levante C. Pegliese - Fabrizio Miccoli        | 10-1 |
| 10 lug. | Nuova Montelabbate - Vicenza Calcio Amputatti | 0-1  |

|         | 1ª giornata                                   |     |
|         |                                               |     |
| 24 apr. | Fabrizio Miccoli - Nuova Montelabbate         | 0-8 |
| 24 apr. | Levante C. Pegliese - Vicenza Calcio Amputati | 0-4 |
| 25 apr. | Vicenza Calcio Amputati - Fabrizio Miccoli    | 8-0 |
| 25 apr. | Nuova Montelabbate - Levante C. Pegliese      | 6-0 |

|         | 2ª giornata                                   |      |
|         |                                               |      |
| 26 giu. | Fabrizio Miccoli - Levante C. Pegliese        | 0-6  |
| 26 giu. | Vicenza Calcio Amputati - Nuova Montelabbate  | 2-1  |
| 27 giu. | Vicenza Calcio Amputati - Levante C. Pegliese | 5-0  |
| 27 giu. | Nuova Montelabbate - Fabrizio Miccoli         | 14-0 |

|         | 3ª giornata                                   |      |
|         |                                               |      |
| 9 lug.  | Levante C. Pegliese - Nuova Montelabbate      | 0-1  |
| 9 lug.  | Fabrizio Miccoli - Vicenza Calcio Amputati    | 0-12 |
| 10 lug. | Levante C. Pegliese - Fabrizio Miccoli        | 10-1 |
| 10 lug. | Nuova Montelabbate - Vicenza Calcio Amputatti | 0-1  |